# Cruzeiro (moneda)
El cruzeiro fue la unidad monetaria de curso legal en Brasil durante tres períodos, que van desde los años 1942 hasta 1967, desde 1970 hasta 1986, y desde 1990, hasta su cese definitivo de circulación en 1993, Se dividía en 100 centavos.

## Primer cruzeiro (1942-1967)

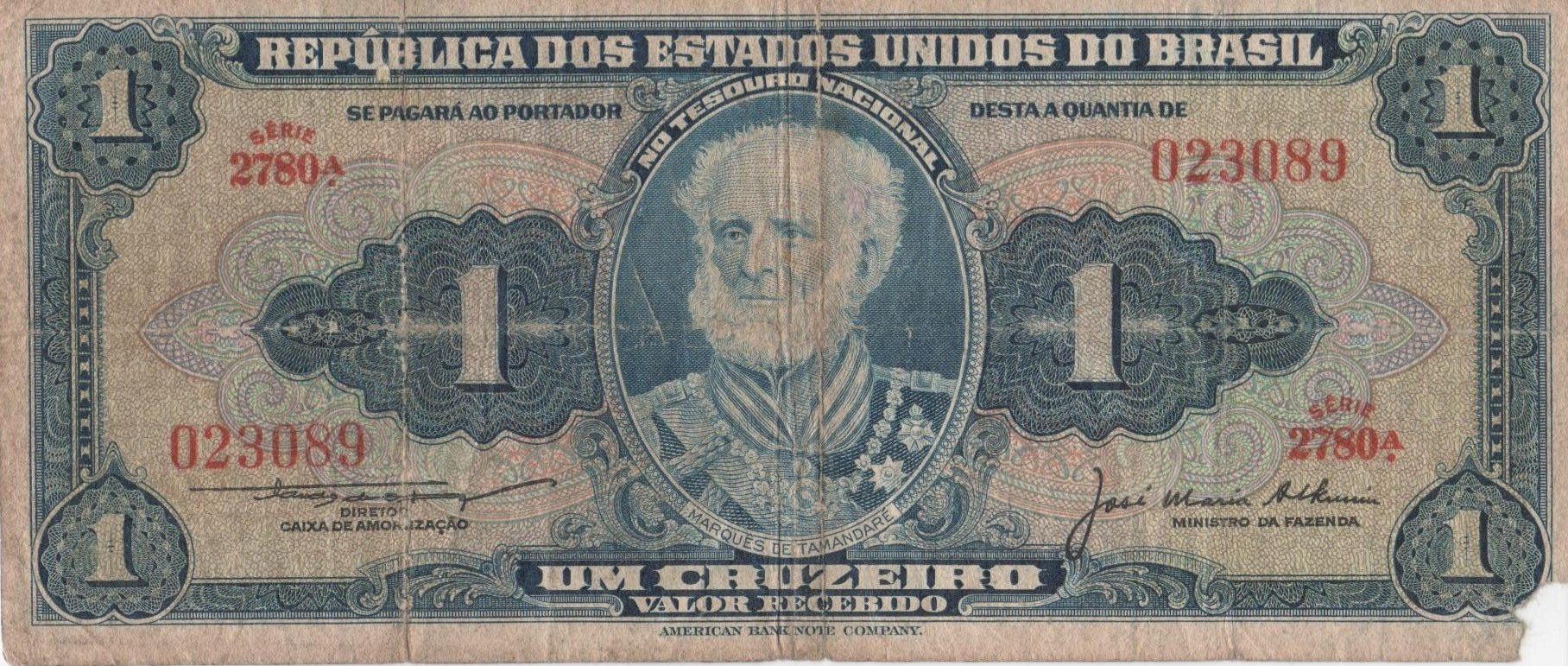
1 cruzeiro antiguo (anverso)

El primer cruzeiro fue instituido por el Decreto-lei Nº 4791, de 05.10.1942 (D.O.U. de 06.10.1942) con la equivalencia de mil réis, vigente a partir del 1 de noviembre de 1942. Al mismo tiempo se creó el centavo, correspondiente a la centésima parte del cruzeiro. Esta fracción, el centavo, se suprimió por Lei Nº 4511, de 01.12.1964 (D.O.U. de 02.12.1964).

## Segundo cruzeiro (1967-1986)

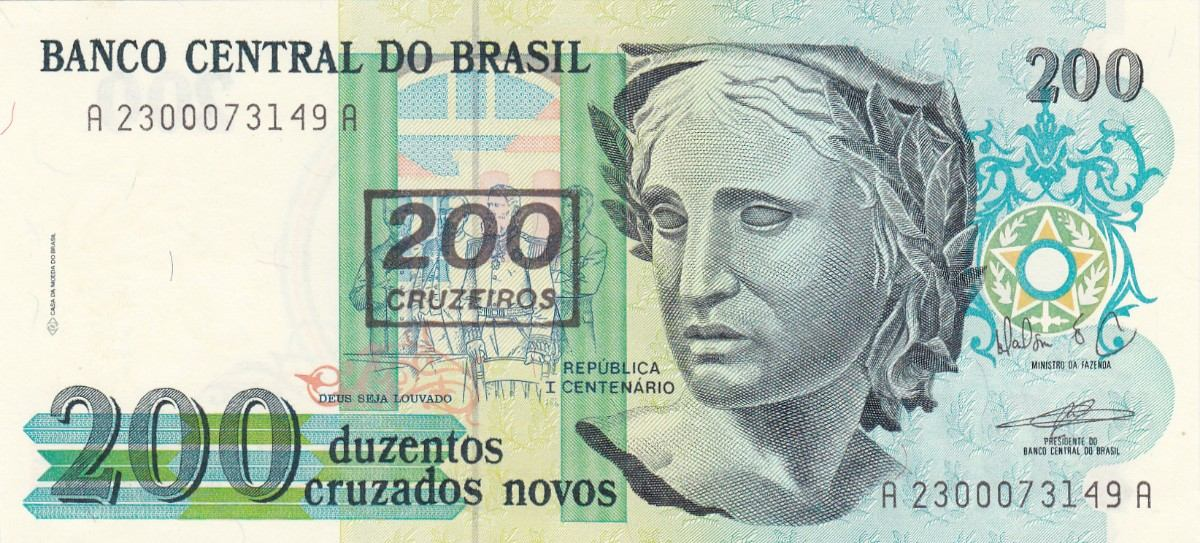
200 cruzados novos

Tras la reforma de 13 de febrero de 1967 el cruzeiro fue sustituido por el nuevo cruzeiro, Cruzeiro Novo, que equivalía a 1000 cruzeiros anteriores. Nuevamente se establece la denominación de cruzeiro (manteniendo el centavo) por a Resolução № 144 de 31.03.1970 (D.O.U. de 06.04.70) a partir de 15 de mayo de 1970. Pero por Lei № 7214, de 15.08.1984 (D.O.U. de 16.08.1984) se suprimen las fracciones de centavos. 
Una nueva unidad monetaria, el cruzado, se establece, con la equivalencia de 1000 cruzeiros anteriores, por Decreto № 2283 de 27.02.1986 (D.O.U. de 28.02.1986), igual que aquellos, la nueva unidad está dividida en 100 centavos y rige a partir de 28 de febrero de 1986. (Resolução № 1110 de 28.02.86 do Conselho Monetário Nacional). Otra vez cambia la unidad monetaria que esta vez se denomina Cruzado Novo por Medida Provisória № 32, de 15.01.1989 (D.O.U. de 16.01.89) correspondiente a mil cruzados anteriores, manteniendo el centavo.

## Tercer cruzeiro (1990-1993)

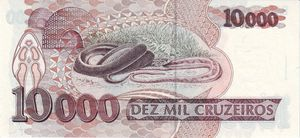
10000 cruzeiros

Pero al año siguiente se restablece el cruzeiro, correspondiendo un cruzeiro a un cruzado novo, a partir del 16 de marzo de 1990. No obstante, el 1 de agosto de 1993 se instituye el Cruzeiro Real, nueva unidad monetaria con la equivalencia de un cruzeiro real = 1.000 cruzeiros anteriores.  Finalmente desaparece la denominación de cruzeiro pues por Medida Provisória Nº 542, de 30.06.1994 (D.O.U. de 30.06.94) se establece que la nueva unidad se llame Real, con la equivalencia de un real = 2.750 cruzeiros reales, manteniéndose la fracción de centavo a partir del 1 de julio de 1994.